# 15071 Hallerstein
15071 Hallerstein este un asteroid din centura principală de asteroizi.

## Descriere
15071 Hallerstein este un asteroid din centura principală de asteroizi. A fost descoperit pe 24 ianuarie 1999 la Črni Vrh de Observatorul din Črni Vrh. Asteroidul prezintă o orbită caracterizată de o semiaxă mare de 2,53 ua, o excentricitate de 0,18 și o înclinație de 6,3° în raport cu ecliptica.